# Marikke Heinz-Hoek

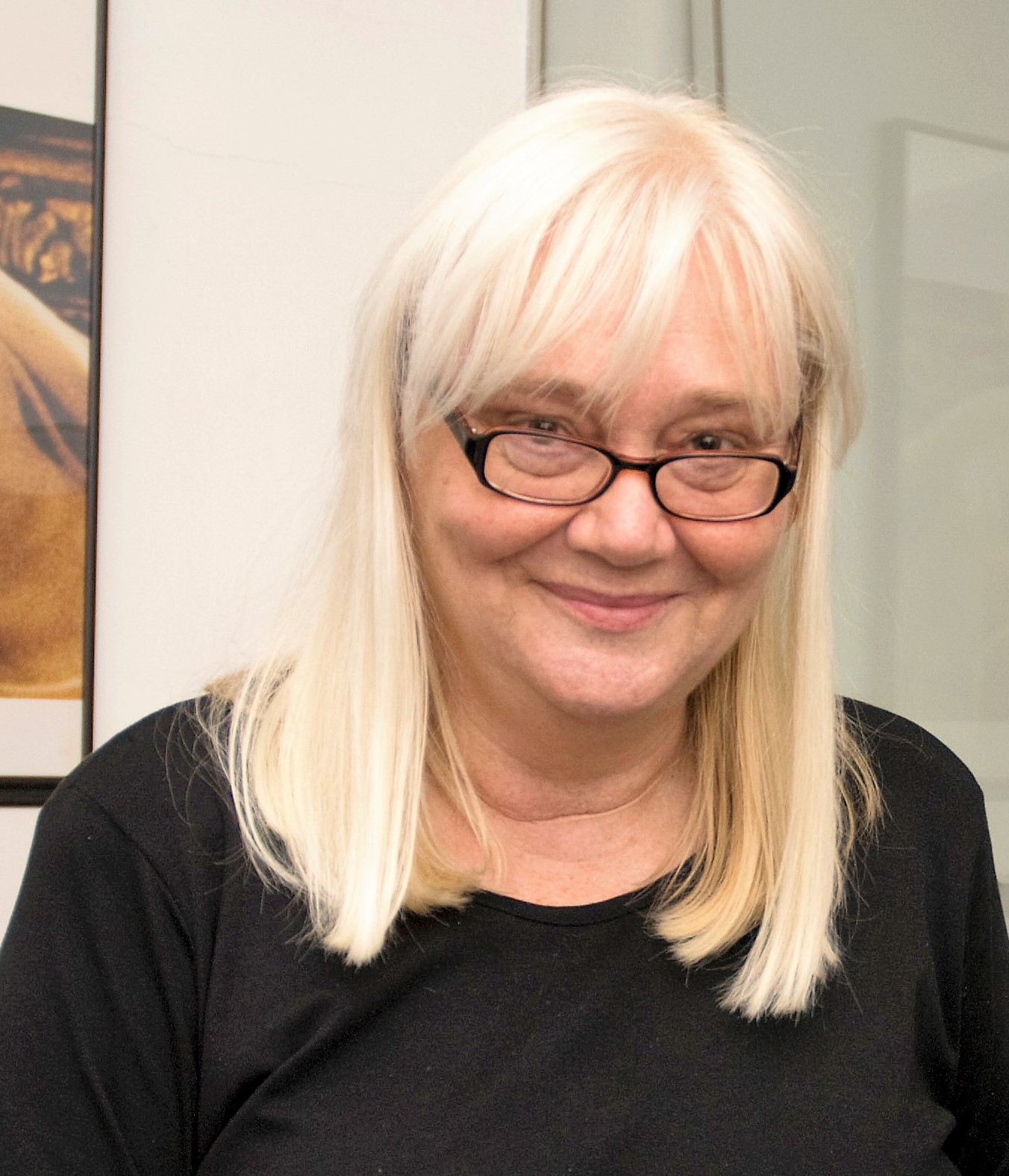
Marikke Heinz-Hoek, 2008

Marikke Heinz-Hoek (* 1944 in Homberg) ist eine deutsche Malerin und Installations- und Videokünstlerin.

## Leben und Wirken
Marikke Heinz-Hoek wuchs in Weener auf. Nach einer Lehre als Damenschneiderin studierte sie von 1963 bis 1967 an der Staatlichen Kunstschule in Bremen und legte 1967 ihr Examen ab. Anschließend arbeitete sie bis 1974 als Kunsterzieherin in Delmenhorst.
Marikke Heinz-Hoek ist als freischaffende Künstlerin tätig. Ihre Hauptthemen sind „Erinnerungen“ und „Legendenbildung“. Seit 2003 kuratiert sie eigene Projekte zum Thema Neue Medien, von 2005 bis 2010 auch die jährlichen Ausstellungen zum Videokunst Förderpreis Bremen. In den Jahren 1997, 1998 und 1999 hatte sie Lehraufträge am Fachbereich Kulturwissenschaften (Videokunst) der Universität Bremen. Gastvorträge hielt sie an der Universität Bremen (2006), an der Hochschule Bremen (2006 bis 2013) und an der Universität der Künste Berlin (2007).
Marikke Heinz-Hoek ist Mitglied im Deutschen Künstlerbund. Sie lebt und arbeitet in Bremen und in Jemgum.

## Auszeichnungen
- 1972: Schwerpunktförderung des Kultursenators Bremen
- 1992: Videokunstpreis der Landesmedienanstalt für Erfülltes Leben
- 1993: Kulturelle Filmförderung Filmbüro Bremen für Showdown
- 2001: Preisträgerin im Wettbewerb „Ein Mahnmal für die Opfer der Psychiatrie“
- 2006: 2. Publikumspreis, Kurzfilmfestival Oldenburg
- 2007: 1. Publikumspreis, Kurzfilmfestival Oldenburg

## Ausstellungen und Projekte
Einzelausstellungen und -projekte
- 1972: Kunsthalle Netzel, Worpswede
- 1973: Galerie Brandstrup, Randers, Dänemark
- 1978: Galerie Siuta, Bremen (mit Hebe Sosa, Peter Grosse, Albert Siuta)
- 1986: Fotoforum Bremen
- 1987: „Die Mutter der Kinder des Mannes der in Indien gewesen ist“, Altonaer Museum, Hamburg
- 1990: „Interferenzen“, Kunsthalle Bremen
- 1992: „Bilder“, Galerie Vilsen, Bremen
- 1993: „Errors“, Künstlerhaus Bethanien, Berlin
- 1996: „Les Belles de la Nuit“, Städtische Galerie Delmenhorst
- 1997: Documenta Stadtprogramm Kunstbalkon, Kassel
- 1997: „Memo“, Oldenburger Kunstverein
- 1999: Galerie Hartwig, Bremen
- 2001: „Datei 123“, Zollhaus Leer
- 2002: „Icons Modern“, Goethe-Institut, New York (mit Isolde Loock), Katalog: ISBN 3-89757-171-4
- 2003: Medienzentrum Bremen
- 2004: „Strategien zur Legendenbildung“, Kunsthalle Bremen,[4] Katalog: ISBN 3-89757-299-0
- 2006: MARS Center, Moskau
- 2006: Staatliches Kunstmuseum, Nowosibirsk
- 2006: „Andrej Tarkowskij“, Galerie Golden Eye, Novi Sad
- 2007: Heimatmuseum Rheiderland, Weener
- 2008: Bremer Landesvertretung in Brüssel
- 2009: Kempowski Archiv, Rostock
- 2009: „Siebenachtel Himmel. Ein multimediales Porträt Ostfrieslands“, Ostfriesisches Landesmuseum Emden[5]
- 2011: „Siebenachtel Himmel 2“, Städtische Galerie Bremen
- 2014: „Ferne Nähe – Bilder aus dem Rheiderland“, Kunsthaus Leer, mit Werken aus einer Schenkung von Marikke Heinz-Hoek an das Kunsthaus Leer[1]

Gruppenausstellungen und -projekte
Arbeiten von Marikke Heinz-Hoek waren in über 80 Ausstellungen und Festivals zu sehen, unter anderem:
- 2001: Projekt Markers, Biennale Venedig
- 2003: 20. Kasseler Dokumentarfilm- und Videofest
- 2003: „Sammlung Weichardt“, Goethe-Institut Nowosibirsk
- 2003: „Moving Head“, Videoskulpturen, Stichting Outline, Amsterdam
- 2004: Far Eastern Art Museum, Chabarowsk
- 2005: „Videologia“, Videofestival Wolgograd
- 2005: „Helicsere“, Goethe-Institut Budapest
- 2003: 22. Dokumentar- und Videofest Kassel
- 2008: Paula Modersohn-Becker Museum, Bremen
- 2008: „Utopie des Raumes“, National Museum Kirgisistan
- 2008: NOASS-Galerie, Riga
- 2008: „Urban Jealousy“, Biennale Teheran

Kuratierte Ausstellungen und Projekte
- 1982: „Leben“, Bremer Künstlerinnen 1982, Weserburg Museum für moderne Kunst, Bremen
- 1989: „in progress“, 1989, europäische Bilderreihe und Bilderfries, Bremen, Lund, Den Haag, München, Leipzig
- 2004/2005: „screen spirit“, Internationale Videokunst 2004/05, Städtische Galerie Bremen
- 2005–2010: Bremer Videokunstpreis des Filmbüros Bremen
- seit 2006: „screen spirit_continued“, Videoreihe, Städtische Galerie Bremen
- 2008: „Moll“, Psychoanalytisches Institut Bremen
- 2009: „Blue Notes“, Galerie im Park Bremen
- 2008, 2011, 2014: „Sehnsuchtsorte 1–4“, Overbeck-Museum Bremen, Ostfriesisches Landesmuseum Emden, Kloster Fürstenfeldbruck, Museum of Contemporary Art, Novi Sad
- 2012: „Privatbesitz“, Städtische Galerie Bremen
- 2013: „Discover Me!“, Ostfriesisches Landesmuseum Emden

## Auftragsarbeiten und Arbeiten im öffentlichen Raum

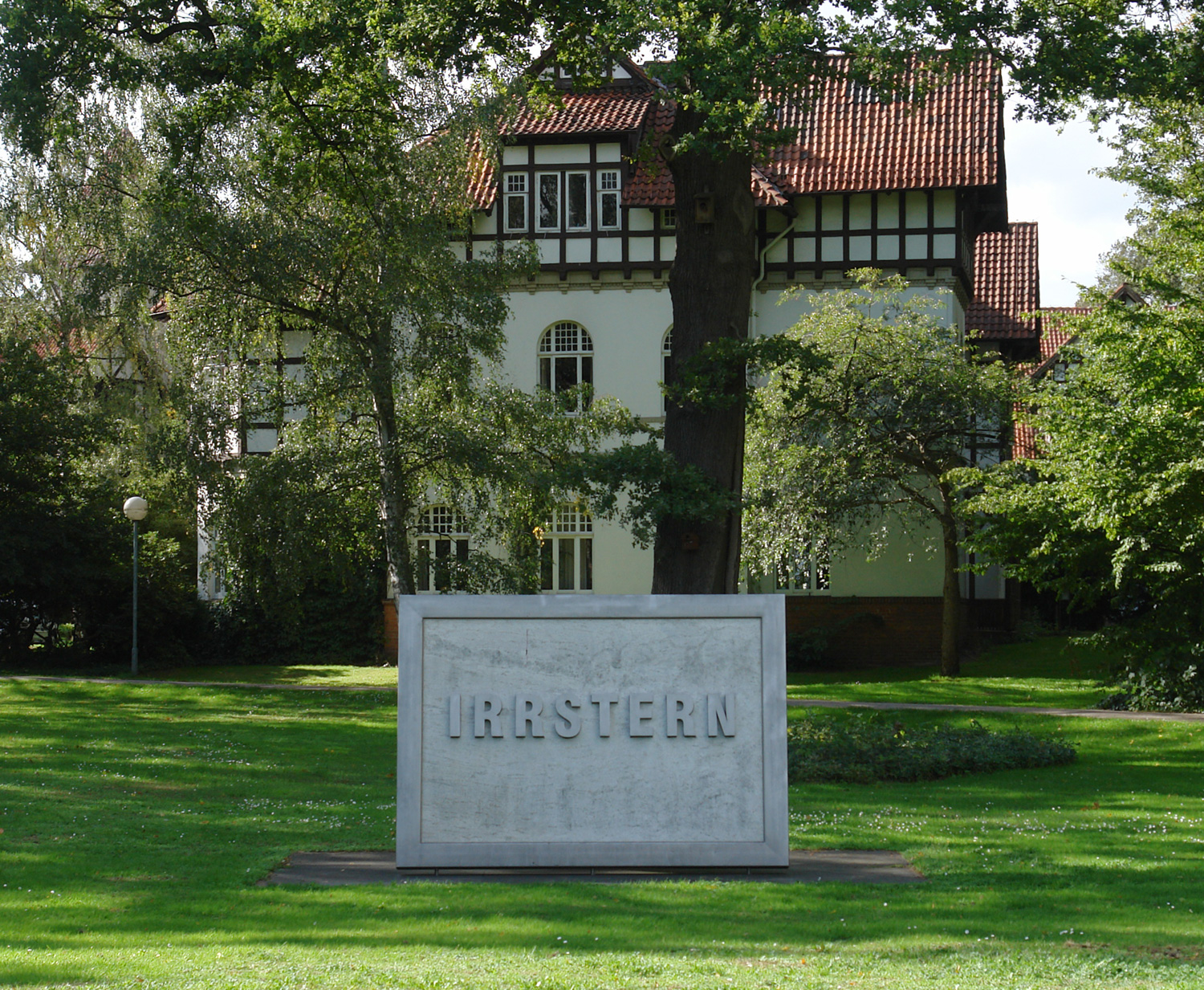
Mahntafel Irrstern im Freigelände des Klinikums Bremen-Ost

- 1992: Hölderlin, Wandbild im Kongresssaal der Angestelltenkammer Bremen, Computergrafik (Reprografie), 300 cm × 300 cm[6]
- 1998: Permanente Videoinstallation im Kunstmuseum „Sammlung Stuckenberg“, Delmenhorst
- 1999: Gestaltung des Bremer Filmpreises für Agnès Varda
- 2000: Fenster des Himmels / Irrstern, zweiteiliges Mahnmal auf dem Gelände des Zentralkrankenhauses Bremen-Ost (heute Klinikum Bremen-Ost), Videoinstallation im Foyer des Hauptgebäudes und Mahntafel im Freigelände[7]
- 2000: Die schönen Unbekannten aus Berlin, fünf Computerprintbanner, Bremer Landesvertretung in Berlin
- 2001: Kameratanz, Video, Barkenhoff Worpswede

## Schriften
- Marikke Heinz-Hoek (Verf.), Krankenhaus-Museum (Hrsg.): Fenster des Himmels/Irrstern. Ein Mahnmal für die Opfer der Psychiatrie 1934–1945. Gelände und Foyer des Zentralkrankenhauses Bremen Ost, Züricher Straße 40. Hauschild, Bremen 2001, ISBN 3-89757-113-7 (Dokumentation).